# Krzno
Krzno je pokrov od dlaka na koži sisavaca. Sposobnost mnogih sisavaca da prema potrebama godišnjih doba mijenjaju gustoću, kvalitetu i, često, boju dlaka zovemo linjanje.
Mnoge životinje imaju gornju dlaku koja je duža i često svilenkasta a služi kao zaštita od kiše ili snijega, jer voda klizi niz nju, i ispod nje, kraću i vunaste strukture, tzv. poddlaku. Ona služi kao izolacija temperature. Kako dobro služi ta dlaka svojoj svrsi, vidljivo je na primjer kod mošusnog goveda kad padne snijeg. Nerijetko se na gornjem sloju dlake zadržava neotopljeni snijeg, a poddlaka djeluje tako dobro izolirajuće, da se čak na gornjoj dlaci skupljena vlaga uopće ne isparava. 

## Životinje s vodootpornim krznom
- Dabar
- Vidra
- Tuljan
- Foka